# John Hackett (muzikant)

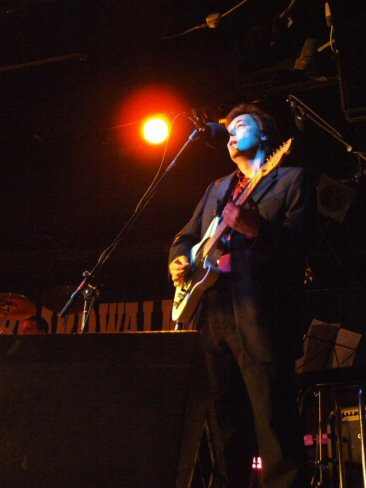
John Hackett

John Hackett (13 maart 1955) is een Brits muzikant. Zijn primaire instrument is fluit (in allerlei variaties), maar Hackett speelt ook gitaar, bas en keyboards.

## Solo
John begon echter net als zijn broer Steve Hackett op de gitaar. Als hij veertien jaar oud is, stapt hij over naar de dwarsfluit. Deze keuze komt tot stand doordat hij tijdens een King Crimsonconcert Ian McDonald I talk to the wind hoort spelen in de Marquee Club. Zijn muzikale krijgt hij aan de Universiteit van Sheffield. Daarna gaat hij toeren met broer Steve, als die na Genesis een solocarrière ambieert. Daarnaast werkte hij met onder anderen Anthony Phillips, Quiet World, het English Flute Quartet en de Westminster Camerata. Daarnaast speelt hij in het ambiente trio Symbiosis, en bracht hij een aantal soloalbums uit.
In 2012 was hij te horen op het album The Rome Pro(g)ject.

### Discografie
- Velvet afternoon (2004)
- Checking out of London (2005)
- Red planet rhythm (2006)
- Prelude to summer - for Flute & Guitar (2008)
- 2010 Live (2011) met Nick Magnus
- Moonspinner (2011)
- Overnight snow (2013)
- Another life (2015)
- Hills of Andalucia (2016) met Nick Fletcher
- We are not alone (2017) met band
- Beyond the stars (2019) met Nick Fletcher
- The piper plays his tune (2020)

## Playing the History
John Hackett maakt ook deel uit van de gelegenheidsformatie Playing the History. In de band zitten nog Carlo Matteucci (basgitaar), Marco Lo Muscio (toetsinstrumenten), David Jackson (saxofoons uit Van der Graaf Generator) ,Giorgio Gabriel (gitaar uit The Watch) en Pino Magliani  (drumstel). Per album worden gastmusici uit het genre ingeschakeld. De bandnaam is ontleend aan hun eerste album. De band voorziet nummers uit het genre progressieve rock van een nieuw arrangement. Er verschenen de albums:
- 2013: Playing the history met nummers van Emerson, Lake & Palmer (Jerusalem), Rick Wakeman, Genesis/Steve Hackett, Anthony Phillips, King Crimson en Pink Floyd (The Great Gig in the Sky)
- 2017: Prog alchymia met nummers van bands als Gentle Giant, band rondom Steve Hackett, Jethro Tull en Moody Blues (Nights in White Satin); op dit album is ook een cover te vinden van een nummer van Jan Garbarek[1]